# Anizol
Anizol (metoksibenzen) je organsko jedinjenje sa formulom . On je bezbojna tečnost sa mirisom sličnom semenu anisa. Mnogi od njegovih derivata su prisutni u prirodnim i veštačkim mirisima. Ovo jedinjenje se uglavnom pravi sintetički i služi kao prekurzor u sintezi drugih jedinjenja.

## Priprema
Anizol se priprema Vilijamsonovom etarskom sintezom, reakcijom natrijum fenoksida sa metil bromidom i srodnim metilirajućim reagensima:

## Primena
Anizol je prekurzor parfema, insektnih feromona, i lekova. Na primer, sintetički anetol se priprema iz anizola.

## Bezbedsnot
Anizol je relativno netoksičan, sa LD50 vrednošću od 3700 mg/kg kod pacova.

## Spoljašnje veze
- Internacionalna karta hemijske bezbednosti 1014
- [http://www.pherobase.com/database/compound/compounds-detail-anisole.php